# Un'avventura meravigliosa
Un'avventura meravigliosa (Golden Girl) è un film statunitense del 1951 diretto da Lloyd Bacon. La sceneggiatura firmata da Walter Bullock, Gladys Lehman e Charles O'Neal si basa su una storia di Edward Thompson e di Albert e Arthur Lewis.

## Produzione
Il film fu prodotto dalla Twentieth Century Fox con il titolo di lavorazione Belle of Market Street. Commedia musicale, fu girato in technicolor: le musiche si debbono a Cyril J. Mockridge e ad Alfred Newman. Vennero orchestrate da Earle Hagen, Herbert W. Spencer, Bernard Mayers e Edward B. Powell e dirette da Lionel Newman.

### Canzoni
- California Moon
- Never
- Sunday Morning
- (I Wish I Was in) Dixie's Land
- Kiss Me Quick and Go
- When Johnny Comes Marching Home, parole di Patrick Gilmore - Cantata e danzata da Mitzi Gaynor
- Oh, Dem Golden Slippers
- San Francisco
- Yankee Doodle (tradizionale)
- Carry Me Back to Old Virginny
- Beautiful Dreamer

## Distribuzione
Distribuito dalla Twentieth Century Fox, il film uscì negli Stati Uniti il 1º novembre 1951. In Svezia, sempre con il titolo Golden Girl, uscì nelle sale il 23 gennaio 1952. Il 28 maggio del 1952, il film fu presentato in Afghanistan e, come La chica de oro, in Argentina dalla Fox Films. Sempre nel 1952, in Italia, dove fu distribuito dalla 20th Century Fox, ottenne in giugno il visto di censura numero 11869, mentre il 1º agosto uscì in Finlandia come Kultainen tyttö e, il 21 ottobre, a Davao, nelle Filippine.
Nel 1953, venne distribuito in Australia (27 marzo) e in Portogallo (27 agosto, come Uma Aventura Maravilhosa). In Turchia, nel marzo 1954, fu presentato nelle sale con il titolo Altin kiz.
La 20th Century Fox Home Entertainment lo pubblicò nel 2012, masterizzato e riversato in DVD per il mercato statunitense.